# Katya Balen
Katya Balen (Londra, 1989) è una scrittrice britannica di libri per ragazzi.

## Biografia
Nata a Londra nel 1989, ha studiato lingua e letteratura inglese a Oxford e Cambridge laureandosi con una tesi che analizzava le reazioni dei bambini autistici a diversi tipi di testi.
Ha esordito nella narrativa per ragazzi nel 2019 con il romanzo The Space We're In e in seguito ha pubblicato (al 2024) altri 6 libri vincendo nel 2022 la Carnegie Medal con Ottobre, Ottobre, romanzo di formazione con protagonista una bambina di 11 anni che deve abbandonare la natura dove ha sempre vissuto con il padre per trasferirsi con la madre in città.

## Opere

### Romanzi
- The Space We're In (2019)
- Ottobre, Ottobre (October, October, 2020), San Dorligo della Valle, Einaudi ragazzi, 2023 traduzione di Lucia Feoli, illustrazioni di Angela Harding ISBN 978-88-6656-806-3.
- Maggie and the Moonbird (2021)
- Il canto dei merli (Birdsong, 2022), Roma, Anicia, 2023 traduzione di Claudia Camicia illustrazioni di Richard Johnson ISBN 978-88-6709-730-2.
- La luce in ogni cosa (The Light in Everything, 2022), San Dorligo della Valle, Einaudi ragazzi, 2024 traduzione di Lucia Feoli ISBN 978-88-6656-847-6.
- Nightjar (2023)
- The Thames and Tide Club: The Secret City (2023)

## Premi e riconoscimenti

### Vincitrice
Carnegie Medal
- 2022 con Ottobre, Ottobre[6]